# تورو چیشیما
تورو چیشیما (انگلیسی: Toru Chishima؛ زادهٔ ۱۱ مهٔ ۱۹۸۱) بازیکن فوتبال اهل ژاپن است.
از باشگاه‌هایی که در آن بازی کرده‌است می‌توان به باشگاه فوتبال اوراوا رد دیاموندز اشاره کرد.